# E44 (Verenigde Arabische Emiraten)
De E44 is een nationale weg in de Verenigde Arabische Emiraten. De weg loopt van Jumeirah via Dubai naar de grens met Oman. In Oman wordt de weg onderbroken door de O5. Daarna loopt de weg weer de Verenigde Arabische Emiraten in naar Hatta om uiteindelijk definitief te eindigen op de Omaanse grens. De E44 is 118 kilometer lang.

## Namen
In Dubai heeft de E44 naast een nummer ook namen. De weg heet hier Al Khail Road, Ras al Khor Road en Al Aweer Road.
E10 · 
E11 · 
E18 · 
E22 · 
E33 · 
E44 · 
E55 · 
E66 · 
E77 · 
E87 · 
E88 · 
E89 · 
E95 · 
E99 · 
E311 · 
E611